# Tuc de la Cima
El Tuc de la Cima és una muntanya de 2.457 metres que es troba al municipi de Lladorre, a la comarca del Pallars Sobirà. El pic està dintre del Parc natural de l'Alt Pirineu. En el seu vessant nord es troben les pistes d'esquí de l'Estació d'esquí de Tavascan.